# كاليا
كاليا (بالعبرية: קַלְיָה) (بالإنجليزية: Kalya)‏ كيبوتس استيطاني إسرائيلي، أُقيم في عام 1929 وأُعيد تأسيسه في عام 1968 في غور الأردن على أراضي بلدة السواحرة الشرقية في محافظة القدس. يقع إداريًا ضمن اختصاص مجلس البحر الميت الإقليمي، وبلغ عدد سكانه نحو 416 مستوطنًا في عام 2018.

## الوضع القانوني
يعتبر المجتمع الدولي المستوطنات الإسرائيلية في الضفة الغربية غير قانونية بموجب القانون الدولي، لكن الحكومة الإسرائيلية تعارض ذلك.